# Felipe Augusto da Silva
Felipe Augusto da Silva (San Paolo, 18 febbraio 2004) è un calciatore brasiliano, attaccante del Trabzonspor.

## Carriera

### Club
Felipe Augusto ha iniziato a giocare a calcio nell'ECUS e nel São Caetano. Nel 2017 è stato acquistato dal Corinthians con cui ha debuttato il 9 maggio 2021 contro il Grêmio Novorizontino nel Campionato Paulista. Il 26 giugno dello stesso anno ha debuttato anche in Série A contro lo Sport Recife.
Il 19 aprile 2023 ha rinnovato il proprio contratto con il Timão fino al 2026 ed il 29 giugno ha realizzato la sua prima rete nella vittoria per 3-0 contro il Liverpool (M) in Coppa Libertadores.
Il 6 gennaio 2024 passa al Cercle Bruges.
Dopo aver trascorso un anno e mezzo in Belgio, il 12 luglio 2025 trasferisce in Turchia al Trabzonspor.

## Statistiche

### Presenze e reti nei club
Statistiche aggiornate al 24 marzo 2025.
| Stagione             | Squadra              | Campionato           | Campionato | Campionato | Coppe nazionali | Coppe nazionali | Coppe nazionali | Coppe continentali | Coppe continentali | Coppe continentali | Altre coppe | Altre coppe | Altre coppe | Totale | Totale | Totale |
| Stagione             | Squadra              | Comp                 | Pres       | Reti       | Comp            | Pres            | Reti            | Comp               | Pres               | Reti               | Comp        | Pres        | Reti        | Pres   | Reti   |        |
| -------------------- | -------------------- | -------------------- | ---------- | ---------- | --------------- | --------------- | --------------- | ------------------ | ------------------ | ------------------ | ----------- | ----------- | ----------- | ------ | ------ | ------ |
| 2021                 | Corinthians          | A1/SP+A              | 1+3        | 0          | CB              | 0               | 0               | CS                 | 0                  | 0                  |             | -           | -           | 4      | 0      |        |
| 2022                 | Corinthians          | A1/SP+A              | 0+3        | 0          | CB              | 1               | 0               | CL                 | 0                  | 0                  |             | -           | -           | 4      | 0      |        |
| 2023                 | Corinthians          | A1/SP+A              | 0+15       | 0          | CB              | 2               | 0               | CL+CS              | 1+3                | 1+1                |             | -           | -           | 21     | 2      |        |
| Totale Corinthians   | Totale Corinthians   | Totale Corinthians   | 1+21       | 0          |                 | 3               | 0               |                    | 4                  | 2                  |             | -           | -           | 29     | 2      |        |
| gen.-giu. 2024       | Cercle Bruges        | D1                   | 9+9        | 1+1        | CB              | 0               | 0               | -                  | -                  | -                  | -           | -           | -           | 18     | 2      |        |
| 2024-2025            | Cercle Bruges        | D1                   | 25+1       | 2          | CB              | 1               | 0               | UEL+UECL           | 4+8                | 0+3                | -           | -           | -           | 39     | 5      |        |
| Totale Cercle Bruges | Totale Cercle Bruges | Totale Cercle Bruges | 34+10      | 3+1        |                 | 1               | 0               |                    | 12                 | 3                  |             | -           | -           | 57     | 7      |        |
| Totale carriera      | Totale carriera      | Totale carriera      | 66         | 3          |                 | 4               | 0               |                    | 16                 | 5                  |             | -           | -           | 86     | 9      |        |